# Maturitätsprinzip
Das Maturitätsprinzip fordert, dass die Studenten einer Hochschule bzw. die Mitglieder einer Vereinigung über das Abitur (Matura) verfügen müssen.
Das Maturitätsprinzip spielte eine Rolle bei der gesellschaftlichen Anerkennung von Technischen Hochschulen und Handelshochschulen als den Universitäten gleichberechtigten Bildungseinrichtungen. Im 19. Jahrhundert  war für die Polytechnischen Hochschulen und die höheren Handelsschulen das Abitur keine zwingende Zugangsvoraussetzung; um die Jahrhundertwende wurden Forderungen lauter, das Abitur als zwingende Zugangsvoraussetzung festzuschreiben, um eine „Gleichwertigkeit […] mit den Studierenden der anderen Disziplinen“ zu schaffen.  Mit dem zunehmenden Akademisierungsprozess der Technischen Hochschulen wurde das Maturitätsprinzip für viele dieser Hochschulen verbindlich.
Parallel zu den Hochschulen führten einzelne Dachverbände Studentischer Verbindungen ebenfalls das Maturitätsprinzip. Sie nahmen keine Verbindungen auf, die Mitglieder ohne Abitur in ihren Reihen zuließen. Dies führte während des Akademisierungsprozesses der Technischen und der Handelshochschulen zu Problemen bei der Anerkennung und Aufnahme von Verbindungen an Handelshochschulen und Technischen Hochschulen.